# Valentín Fascendini
Valentín Demian Fascendini (Ibarlucea, Provincia de Santa Fe, Argentina; 13 de marzo de 2003) es un futbolista argentino. Juega como marcador central y su primer equipo fue Boca Juniors. Actualmente milita en Unión de Santa Fe de la Liga Profesional.

## Trayectoria

### Inicios
Valentín Fascendini se inició futbolísticamente en el Club Social y Deportivo Ibarlucea de su ciudad natal, para luego pasar a ADIUR. De allí dio el gran salto al sumarse a las inferiores de Boca Juniors.

### Boca Juniors
Llegó al Xeneize en 2017 y jugó en las distintas categorías de inferiores de AFA. En 2021 fue capitán del equipo de Quinta División que se consagró campeón y gracias a esto al año siguiente pasó a formar parte del plantel de Reserva dirigido en ese entonces por Hugo Ibarra.
Ya en 2023, ahora bajo el mando de Mariano Herrón, mostró grandes rendimientos que llamaron la atención de Jorge Almirón, quien decidió sumarlo a los entrenamientos con el plantel profesional. Paralelamente se transformó en una pieza clave en el equipo sub-20 dirigido por Silvio Rudman que se consagró campeón de la Copa Libertadores Sub-20 y de la Copa Intercontinental Sub-20, siendo en esta última el que convirtió el penal definitorio para derrotar a AZ Alkmaar de los Países Bajos.

### Unión de Santa Fe
Si bien recibió la oferta de Boca para firmar su primer contrato, la rechazó y a principios de 2024 decidió irse con el pase en su poder a Unión de Santa Fe, donde selló su vínculo por tres temporadas. Allí hizo su debut como profesional el 2 de marzo, siendo titular en la victoria tatengue 2-1 como visitante ante Sarmiento de Junín.

## Clubes
- Actualizado al 15 de agosto de 2025

| Club                | Div.                | Temporada           | Liga | Liga | Copa Nacional | Copa Nacional | Copa Internacional | Copa Internacional | Total | Total |
| Club                | Div.                | Temporada           | PJ   | G    | PJ            | G             | PJ                 | G                  | PJ    | G     |
| ------------------- | ------------------- | ------------------- | ---- | ---- | ------------- | ------------- | ------------------ | ------------------ | ----- | ----- |
| Unión Argentina     | 1.ª                 | 2024                | 9    | 0    | 3             | 0             | -                  | -                  | 12    | 0     |
| Unión Argentina     | 1.ª                 | 2025                | 10   | 0    | 2             | 0             | 3                  | 0                  | 15    | 0     |
| Unión Argentina     | Total               | Total               | 19   | 0    | 5             | 0             | 3                  | 0                  | 27    | 0     |
| Total en su carrera | Total en su carrera | Total en su carrera | 19   | 0    | 5             | 0             | 3                  | 0                  | 27    | 0     |